# Raïon de Loukhi
Le raïon de Louhi (russe : Лоухский район, carélien:Louhen piiri) est l'un des quinze raïons de la république de Carélie en Russie.

## Géographie
La superficie du raïon est de 22 544 km2.
Son centre administratif est la ville de Louhi.
Le raïon de Louhi est bordé au nord par l'oblast de Mourmansk, à l'est par la mer Blanche, au sud par le  raïon de Kem et le raïon de Kalevala et à l'ouest par la Finlande.
Le raïon de Louhi compte plusieurs grands lacs dont le Tuoppajärvi, le Pääjärvi, le Kierettijärvi et le Tiiksjärvi.
Le parc national de Paanajärvi, ainsi que les plus importantes collines de la république de Carélie dont Nuorunen (576,7 m), Mäntytunturi (550 m), Sieppitunturi (537 m) et Kivakkatunturi (499 m), sont situés dans la partie ouest du raïon de Louhi,,,.

## Subdivisions
| Raïon okroug | Communes urbaines                                                    | Communes rurales |
| --- | -------------------------------------------------------------------- | --- |
| Raïon de Louhi | Louhi (Лоухи) Tchoupa(Чупа, Tšupa) Pääjärvi (Пяозерский, Pjaozerski) | Ambarnyi (Амбарный) Kiestinki (Кестеньга, Kestenga) Malinavaara (Малиновая Варакка, Malinovaja Varakka) Plotina (Плотина) |
| [[Fichier:Outline_Map_of_Loukhsky_District_(Karelia).svg\|450px\|{{#if:\|{{{alt}}}\|Raïon de Loukhi est dans la page Raïon de Louhi.]]Ambarnyi Kiestinki Louhi Malinavaara Plotina Pääjärvi Tchoupa Municipalités du raïon de Louhi |                                                                      | |

## Politique et administration

### Statut
Le raïon est un des seize raïons de la république de Carélie, dans le district fédéral du Nord-Ouest. Son statut est un raïon municipal, et il comporte ainsi plusieurs municipalités à l'intérieur de lui,.

### Tendances politiques
| Scrutin             | 1er tour | 1er tour | 1er tour | 1er tour | 1er tour | 1er tour | 1er tour | 1er tour | 1er tour | 1er tour | 1er tour | 1er tour | 2d tour                  | 2d tour                  | 2d tour                  | 2d tour                  | 2d tour                  | 2d tour                  | 2d tour                  | 2d tour                  |
| Scrutin             | 1er      | 1er      | %        | 2e       | 2e       | %        | 3e       | 3e       | %        | 4e       | 4e       | %        | 1er                      | %                        | 2e                       | %                        | 3e                       | %                        | 4e                       | %                        |
| ------------------- | -------- | -------- | -------- | -------- | -------- | -------- | -------- | -------- | -------- | -------- | -------- | -------- | ------------------------ | ------------------------ | ------------------------ | ------------------------ | ------------------------ | ------------------------ | ------------------------ | ------------------------ |
| Présidentielle 2012 |          | ER       | 56,03    |          | KPRF     | 19,55    |          | SE       | 9,08     |          | LDPR     | 8,39     | Victoire au premier tour | Victoire au premier tour | Victoire au premier tour | Victoire au premier tour | Victoire au premier tour | Victoire au premier tour | Victoire au premier tour | Victoire au premier tour |
| Gouvernorale 2017   |          | ER       | 61,75    |          | SRZP     | 22,40    |          | KPRF     | 7,48     |          | LDPR     | 4,17     | Victoire au premier tour | Victoire au premier tour | Victoire au premier tour | Victoire au premier tour | Victoire au premier tour | Victoire au premier tour | Victoire au premier tour | Victoire au premier tour |
| Présidentielle 2018 |          | ER       | 74,03    |          | KPRF     | 10,08    |          | LDPR     | 9,95     |          | GRANI    | 1,40     | Victoire au premier tour | Victoire au premier tour | Victoire au premier tour | Victoire au premier tour | Victoire au premier tour | Victoire au premier tour | Victoire au premier tour | Victoire au premier tour |

## Démographie
Recensements (*) ou estimations de la population
| 1989*  | 2002*  | 2009   | 2010   |
| ------ | ------ | ------ | ------ |
| 24 715 | 20 128 | 17 056 | 14 760 |

| 2011   | 2013   | 2015   | 2017   |
| ------ | ------ | ------ | ------ |
| 14 674 | 13 324 | 12 431 | 11 771 |

| 2019   | 2021   | - | - |
| ------ | ------ | - | - |
| 11 115 | 10 619 | - | - |